# Gaj (powiat piotrkowski)
Gaj – osada w Polsce położona w województwie łódzkim, w powiecie piotrkowskim, w gminie Rozprza.
W latach 1975–1998 miejscowość administracyjnie należała do województwa piotrkowskiego.